# Maja Pankiewicz
Maja Pankiewicz (ur. 22 maja 1993 w Krakowie) – polska aktorka teatralna i filmowa.

## Życiorys
W 2017 roku ukończyła studia na Wydziale Aktorskim Państwowej Wyższej Szkoły Filmowej, Telewizyjnej i Teatralnej im. Leona Schillera w Łodzi. Na dużym ekranie zadebiutowała rolą pielęgniarki w filmie Moje córki krowy (2015).
W 2016 roku została laureatką nagrody im. Juliusza Machulskiego „Bądź orłem, nie zniżaj lotów”, którą otrzymała za rolę Elżbiety w spektaklu „Maria Stuart” na 34. Festiwalu Szkół Teatralnych w Łodzi. W tym samym roku otrzymała również Nagrodę Łódzkich Dziennikarzy w ramach tego samego festiwalu. W ramach 38. Koszalińskiego Festiwalu Debiutów Filmowych „Młodzi i Film” otrzymała nagrodę za rolę w filmie Eastern.
Za rolę Soni w spektaklu pt. Wujaszek Wania w Teatrze Ludowym w Krakowie, w 2021 otrzymała nagrodę podczas 14. Międzynarodowego Festiwalu Teatralnego „Boska komedia” w Krakowie, a także w 2022 nagrodę podczas 62. Kaliskich Spotkań Teatralnych. W 2022 roku została nagrodzona także nagrodą im. Jana Świderskiego za rolę w spektaklu „Bezmatek” w trakcie 28. Ogólnopolskiego Konkursu na Wystawienie Polskiej Sztuki Współczesnej.
Była nominowana do Nagrody im. Juliusza Machulskiego w kategorii „Najlepsza aktorka” w 2020 roku za rolę w krótkometrażowym filmie Users.
W 2019 roku odgrywała jedną z głównych ról, Natalii Dębickiej w serialu Szóstka stacji TVN. Wcielała się w pierwszoplanową rolę Ewy w serialu Warszawianka (2022) oraz główną rolę, sierżant Karoliny Keller w serialu Viaplay pt. Morderczynie (2023).
W latach 2016–2021 występowała w Teatrze Ludowym w Krakowie, następnie w 2022 w Starym Teatrze im. Heleny Modrzejewskiej w Krakowie, zaś od 2023 jest aktorką Teatru Studio im. Stanisława Ignacego Witkiewicza.

## Filmografia
| Rok       | Tytuł                   | Rola                      | Uwagi           |
| --------- | ----------------------- | ------------------------- | --------------- |
| 2015      | Moje córki krowy        | pielęgniarka w przychodni |                 |
| 2016      | M jak miłość            | Anka, koleżanka Olgi      |                 |
| 2016      | Na noże                 | fanka Jacka Majchrzaka    | odc. 9          |
| 2019      | Eastern                 |                           |                 |
| 2019      | Szóstka                 | Natalia Dębicka           |                 |
| 2019–2022 | Ojciec Mateusz          | Karola Waga               |                 |
| 2020      | Żywioły Saszy. Ogień    | żona Góreckiego           | odc. 2, 4       |
| 2021      | Chyłka. Oskarżenie      | aspirantka Kasia          |                 |
| 2021      | Wojenne dziewczyny      | pielęgniarka Wiesia       | odc. 40, 41, 44 |
| 2021      | Otwórz oczy             | pielęgniarka              | odc. 6          |
| 2022      | Warszawianka            | Ela                       |                 |
| 2023      | Morderczynie            | sierżant Karolina Keller  |                 |
| 2024      | Bez słów                | Marysia                   |                 |
| 2024      | Innego końca nie będzie | Ola                       |                 |